# سارا وينفريد براون
سارا وينفريد براون (بالإنجليزية: Sara Winifred Brown)‏ هي طبيبة أمريكية، ولدت في 1868 في وينشستر في الولايات المتحدة، وتوفيت في 1948.